# Colma (Kalifornia)
Colma város az USA Kalifornia államában, San Mateo megyében. Lakosainak száma 1507 fő (2020).

## Népesség
A település népességének változása:

| 2010 | 1 792 |
| 2020 | 1 507 |